# Festival Crescendo
 (janvier 2024).
Le festival Crescendo est un festival de musique consacré aux musiques progressives (rock progressif, metal progressif, rock psychédélique) se tenant chaque année à Saint-Palais-sur-Mer, dans la proche banlieue de Royan, depuis 1999. Le festival est supervisé par une association et fonctionne en partie grâce au bénévolat ; il est entièrement gratuit. Rassemblant des artistes issus de la scène nationale et internationale (depuis la Suède jusqu'au Pérou ou aux États-Unis), et près de 3000 à 4000 spectateurs par soir pendant trois jours, c'est l'un des plus importants festivals de musiques progressives d'Europe.

## Historique
Créé en 1999 sous l'impulsion de deux passionnés originaires de Saint-Palais-sur-Mer, Sébastien Monteaud et Jean-Claude Adelmand, Crescendo présente son premier festival en faisant jouer trois groupes durant cinq heures dans la salle du Palais des Congrès à Royan. L'entrée est alors payante et face à l'échec financier qui s'est ensuivi, l'association redirige ses objectifs vers un festival gratuit et en plein air.
L'esplanade du Concié, face à l'océan Atlantique et à proximité de la Grande-Côte, est depuis lors le site d'accueil de cette manifestation. Le festival se tient depuis 2008 sur trois jours, le troisième week-end d'août, et regroupe entre 3 000 et 5 000 personnes chaque soir[réf. incomplète]. Un village artisanal est par ailleurs installé autour de la scène[source secondaire souhaitée]. Certains passionnés viennent de loin : Antony Kalugin et Valentina Chalaydyuck, invités en 2009 pour présenter leur groupe Sunchild, ont à nouveau parcouru en 2010 les 3 500 km depuis Kharkiv (Ukraine) pour profiter du festival en tant que spectateurs.
Depuis 2017, il est proposé aux groupes présents de faire un Happy End, un concert unique où les groupes se mélangent pour une heure de concert et un final avec tous les bénévoles sur scène[source secondaire souhaitée].

## Les éditions

### Années 1990 - 3 concerts
- 1999 : Höstsonaten (Italie), XII Alfonso (France) et Drama (France)

### Années 2000 -64 concerts
- 2000 : Mostly Autumn (Grande-Bretagne), Aëntheos (France), Iconoclasta (Mexique)
- 2001 : After Crying (Hongrie), Eclat (France), Iconoclasta (Mexique), Janos Varga Project (Hongrie), Quidam (Pologne)
- 2002 : White Willow (Norvège), Taal (France), RPWL (Allemagne), Morrigan (France), Vital Duo (France)
- 2003 : Änglagård (Suède), Focus (Pays-Bas), Cast (Mexique), Lord of mushrooms (France), Nemo (France), Pineapple Thief (Grande-Bretagne), Taal (France)
- 2004 : Cabezas de Cera (Mexique), Encore Floyd (France), Flamborough Head (Pays-Bas), High Wheel (Allemagne), Christian Richet (France), Universal Mind (France)
- 2005 : Underground Jam (Suisse), Drama (France), Five Fifteen (Finlande), Vrooom (France), Trigon (Allemagne), Pain of Salvation (Suède)
- 2006 : Maldoror (France), Hamadryad (Canada), Spaced Out (Canada), S.U.E. (France), R.T.D. (France), Mike Manring (U.S.A.), Crazy World (Finlande)
- 2007 : Oxygène 8 (Chili/Mexique/U.S.A.), Lazuli (France), Octopus (Chili), Trettioåriga Kriget (Suède), Motis (France), Karcius (Canada), Phideaux (U.S.A.)
- 2008 : Flor de Loto (Pérou), Cast (Mexique), Hypnos 69 (Belgique), The Black Noodle Project (France), Wicked Minds (Italie), Turzi (France), Psicotropia (Espagne), Karcius (Canada), Hawkwind (Angleterre)
- 2009 : Aisles (Chili), Sunchild (Ukraine), Il Bacio Della Medusa (Italie), Simon LEspérance Band (Canada), Mörglbl (France), Electric Swan (Italie), After (Pologne), Baraka (Japon), Djam Karet (U.S.A.)

### Années 2010 - 101 concerts
- 2010 : Hamadryad (Canada), Moongarden (Italie), Gens De La Lune (France), Sylvan (Allemagne), Il Castello Di Atlante (Italie), Special Providence (Hongrie), Mavara (Iran), Kotebel (Espagne), The Skys (Lituanie), Motis (France)
- 2011 : The Enid (Angleterre), Beardfish (Suède), Jelly Fiche (Canada), Finisterre (Italie), Eclat (France), Panzerballett (Allemagne), Holding Pattern (U.S.A.), Gungfly (Suède), The Last Embrace (France), Stick Drum Duo (Mexique-France)
- 2012 : Minimum Vital (France), Quantum Fantay (Belgique), Haken (Angleterre), Pascal Gutman (France), Camembert (France), Karcius (Canada), Clearlight (France), Karfagen (Ukraine), Anglagard (Suède)
- 2013 : Pär Lindh Project (Suède), Special Providence (Hongrie), Leprous (Norvège), Iconoclasta (Mexique), KBB (Japon), Arabs In Aspic (Norvège), Il Tiempo Delle Clessidre (Italie), Elora (France), Franck Carducci (Hollande), Hollow Child (France)
- 2014 : Flight 69 (Guyane), Aranis (Belgique), Yuka and Chronoship (Japon), Fred Schneider (France), RTD (France), Barracuda (Suède), Hoggwash (Ukraine), Accordo dei contrari (Italie), Gens de la Lune (France), TDFC (France), Opyke (France), The Enid (Angleterre)
- 2015 : Wobbler (Norvège), Mörglbl (France), Not a Good Sign (Italie), Arabs in Aspic (Norvège), Profusion (Italie), Crazy World (Finlande), Atoll (France), Psycho Praxis (Italie), Motis (France), Inepsys (France), Hyskal (France).
- 2016 : Basta ! (Italie), Telescope Road (France, États-Unis, Finlande), The Wrong Object (Belgique), IO Earth (Angleterre), Audio'm (France), Light Damage (Luxembourg), Flor de Loto (Pérou), My Brother the Wind (Suède), Anaïd (France), Herba Ad'Hameli (Espagne), Seven Steps to the Green Door (Allemagne), Anekdoten (Suède).
- 2017 : festival Off : Anaïd (France), Children in Paradise (France)  festival In : Harvest (Espagne), Pat O'May (France), Karibow (Allemagne), Karnataka (Angleterre)
- 2018 : Juliàn (France), Yang (France), Akiko's Cosmo Space (Japon)[8], Ars Nova (Japon), Galaad (Suisse), Electric Swan (Italie), On the Raw (Espagne), Zio (Angleterre), Mörglbl (France), Tryo (Chili), Karcius (Quebec), Franck Carducci's Band (France)
- 2019 : Monnaie de Singe (France), Lo Zoo di Berlino (Italie), Sky Architect (Hollande), Pixie Ninja (Norvège), The Kentish Spires (Angleterre), Blank Manuskript (Autriche), Triangle (France) Gungfly (Suède), Io Earth (Angleterre), Hayley Griffiths Band (Angleterre)

### Années 2020 - 36 concerts
- 2020 : Edition reportée mais Crescendo a proposé une soirée Ciné plein air précédée d'un concert de Franck et Mary,le film projeté Spinal Tap
- 2021 : Soirée Rock sur le Sable avec Lazuli précédé d'un documentaire sur les coulisses du festival réalisé par Woitek Skop
- 2022 : Anaïd (France),Ex'Odd (France) , Esthesis (France), Amarok (Pologne), Pymlico (Norvège), Karfagen (Ukraine),AQ&F (France), London Underground (Italie), Overhead (Finlande), Smalltape (Allemagne), Last Flight to Pluto (Pays de Galles), Universal Totem orchestra (Italie), Oresund Space Collective (Danemark), Hasse Fröberg & Musical Companion (Suède)
- 2023 : Syland (France), Inspierty (Allemagne), G.O.L.E.M (Italie), Ennèade (France), Agusa (Suède), Anders Buaas (Norvège), Asia Minor (Turquie), Minimum Vital (France), Space Debris (Allemagne), Tryo (Chili)
- 2024; An Endless Sporadic (USA), Zopp (UK), The Flower Kings ( Suède), Free Human Zoo ( France), Tnne (Luxembourg), Less is Lessie (Pologne), Meting Clock (Italie), Baron Crâne ( France), Lesoir (Pays-Bas), Sarl Béton (France)

## Accès
L'accès au site du Concié est possible en voiture depuis Royan en empruntant la rocade de Royan ou depuis le centre-ville de Saint-Palais-sur-Mer par le biais de l'avenue de la Grande-Côte. En venant de La Palmyre, l'accès est direct via la D25. La circulation est souvent extrêmement dense sur ces axes. En venant du cœur de la presqu'île d'Arvert, de La Tremblade, Arvert, Étaules ou  Saint-Augustin, les D145 et D141 sont moins fréquentées.
Un réseau de pistes cyclables permet de rejoindre le site du festival depuis Royan et Vaux-sur-Mer. La voie verte de Ronce-les-Bains à Saint-Palais-sur-Mer est une véloroute permettant d'accéder au site depuis Ronce-les-Bains et La Palmyre.
Les transports urbains de l'agglomération de Royan (Cara'Bus) desservent le site de la manifestation.

## Autour de Crescendo

### Festival In et Festival Off
Depuis 2004, en plus du rassemblement, Crescendo organise un Festival In et un Festival Off, mettant en place une tournée en Pays Royannais grâce au soutien de la Communauté d'agglomération Royan Atlantique, du Conseil régional, du Conseil général, de la commission culture, des offices de tourismes et des commerçants. Des groupes font ainsi la promotion du grand festival du Concié en amont et en aval de celui-ci, permettant une diffusion plus large de cette musique[source secondaire souhaitée].

### Ciné Concerts
Durant les Off du festival, des groupes ont été mis au défi de faire la bande son en direct de films projetés, le groupe jouant perpendiculaire à l'écran afin de suivre le film. Cela a eu lieu de 2008 à 2019 dans le théâtre de Verdure de Vaux sur Mer.

### Crescendo Guyane
Un second festival Crescendo est né en Guyane, à Montsinéry. Cette première édition, après 13 années d'expérience de son aînée de Saint-Palais-sur-Mer, a vu sa première édition se dérouler les 21 et 22 octobre 2011[source secondaire nécessaire].